# Aellopos flavosignata
Aellopos flavosignata är en fjärilsart som beskrevs av Adolf G. Closs 1916. Aellopos flavosignata ingår i släktet Aellopos och familjen svärmare. Inga underarter finns listade i Catalogue of Life.